# Pagurus rotundimanus
Pagurus rotundimanus is een tienpotigensoort uit de familie van de Paguridae. De wetenschappelijke naam van de soort is voor het eerst geldig gepubliceerd in 1963 door Wass.